# حمض الهيبوكلوروز
حمض الهيبوكلوروز (HOCl) هو حمض ضعيف يتشكل عندما يذوب الكلور في الماء، وينفصل جزئيًا عن نفسه، مكونًا الهيبوكلوريت، و -ClO. يعد HClO و -ClO مؤكسدات، وعوامل التطهير الأولية لمحاليل الكلور. لا يمكن فصل HClO عن هذه المحاليل؛ لأنها تتوازن بسرعة مع مركباتها الطليعية. تُعتبر هيبوكلوريت الصوديوم (NaClO) وهيبوكلوريت الكالسيوم (Ca(ClO)2) مبيّضات ومزيلات روائح ومطهرات.

## نظرة تاريخية
اكتشف الكيميائي الفرنسي أنطوان جيروم بالارد (1802-1876) حمض الهيبوكلوروس في عام 1834 عبر إضافة مُعلّق مُخفّف بالماء من أكسيد الزئبق (II) إلى قارورة غاز كلور. وأطلق أيضًا على الحمض ومركباته أسماءها المعروفة.

## الاستخدامات
- في الاصطناع العضوي، يحوّل HClO الألكينات إلى كلوروهدرينات.[5]
- في علم الأحياء، يُصنَع حمض الهيبوكلوروس في العدلات المنشطة عبر تحويل أيونات الكلوريد إلى بيروكسيدات بتواسط إنزيم الميلوبيروكسيداز، ويساهم في تدمير البكتيريا.[6][7][8]
- يُستَخدم للتأثير موضعيًا على الجلد في صناعة مستحضرات التجميل. ويستخدم في منتجات الأطفال أيضًا.
- في الخدمات الغذائية وتوزيع المياه، تستخدم المعدات المتخصصة لتوليد محاليل ضعيفة من حمض الهيبوكلوروس من الماء والملح في بعض الأحيان لتوليد كميات كافية من المطهر الآمن (غير المستقر) لمعالجة أسطح تحضير الطعام وإمدادات المياه.[9][10]
- في معالجة المياه، يعتبر حمض الهيبوكلوروس المعقم النشط في المنتجات التي تعتمد على الهيبوكلوريت (مثل المستخدمة في حمامات السباحة).[11]
- بالمثل، في السفن واليخوت، تستخدم أجهزة الصرف الصحي البحرية الكهرباء لتحويل مياه البحر إلى حمض هيبوكلوروس لتطهّر نفايات البراز المُنقّعة بها قبل تصريفها في البحر.[12]

## التكوين والاستقرار والتفاعلات
نحصل عند إضافة الكلور إلى الماء على كل من حمض الهيدروكلوريك وحمض الهيبوكلوروز.
Cl2 + H2O  HClO + HCl
Cl2 + 4 OH−  2 ClO− + 2 H2O + 2 e−
Cl2 + 2 e−  2 Cl−
عندما تضاف الأحماض إلى الأملاح المائية لحمض الهيبوكلوريك (مثل هيبوكلوريت الصوديوم في محلول التبييض التجاري)، سيتجه التفاعل الناتج إلى اليسار، ويتشكل غاز الكلور. لذا، يُسهّل تكوين مبيضات الهيبوكلوريت المستقرة عبر إذابة غاز الكلور في محاليل مائية أساسية، مثل هيدروكسيد الصوديوم.
يمكن أيضًا تحضير الحمض عن طريق إذابة أول أكسيد ثنائي الكلور في الماء تحت الشروط المائية المعيارية، من المستحيل حاليًا تحضير حمض الهيبوكلوروس اللامائي بسبب التوازن القابل للانعكاس بسهولة بينه وبين الأنهيدريد.